# 香港經濟貿易辦事處 (海外)

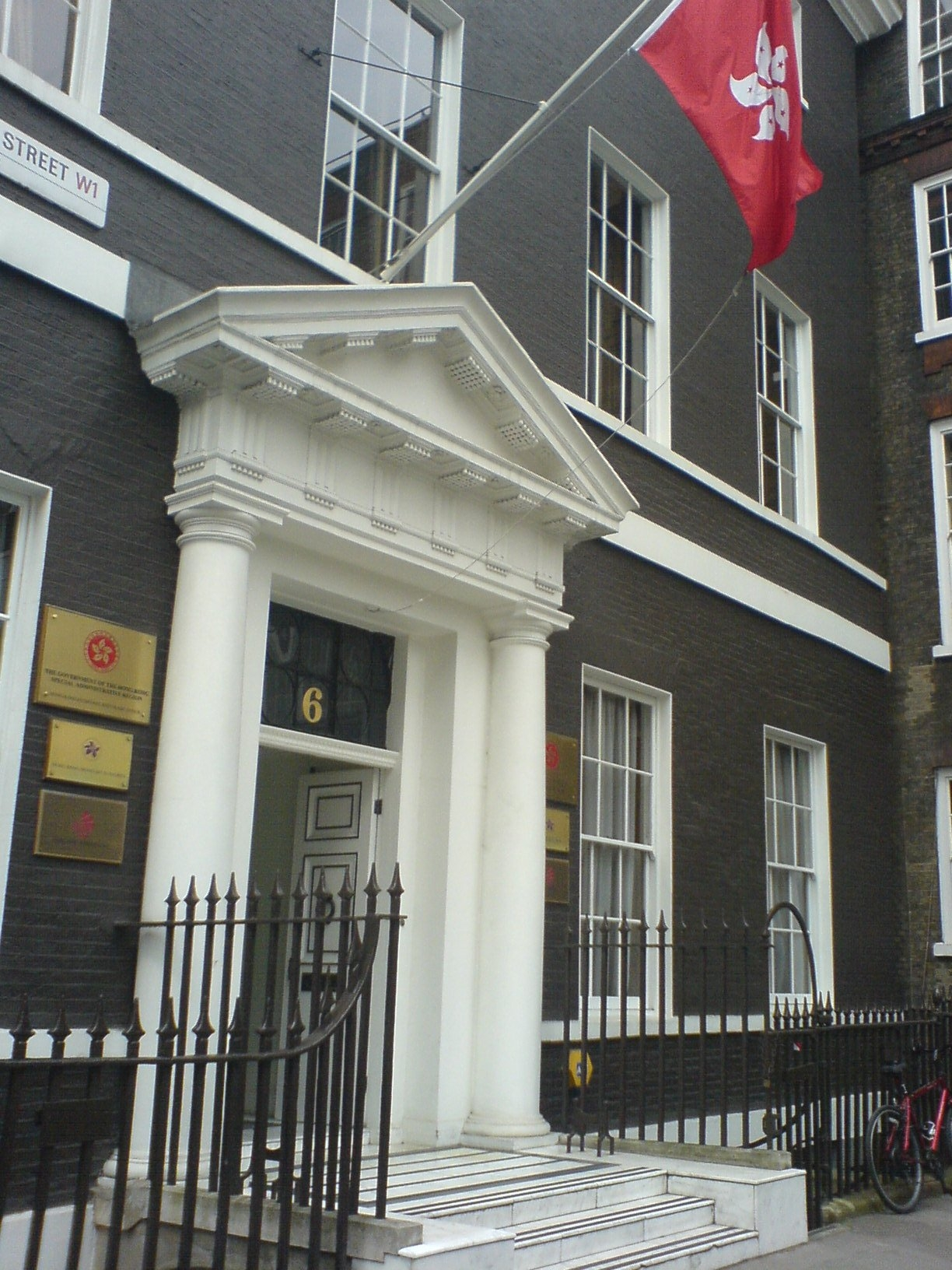
駐倫敦經濟貿易辦事處舊址

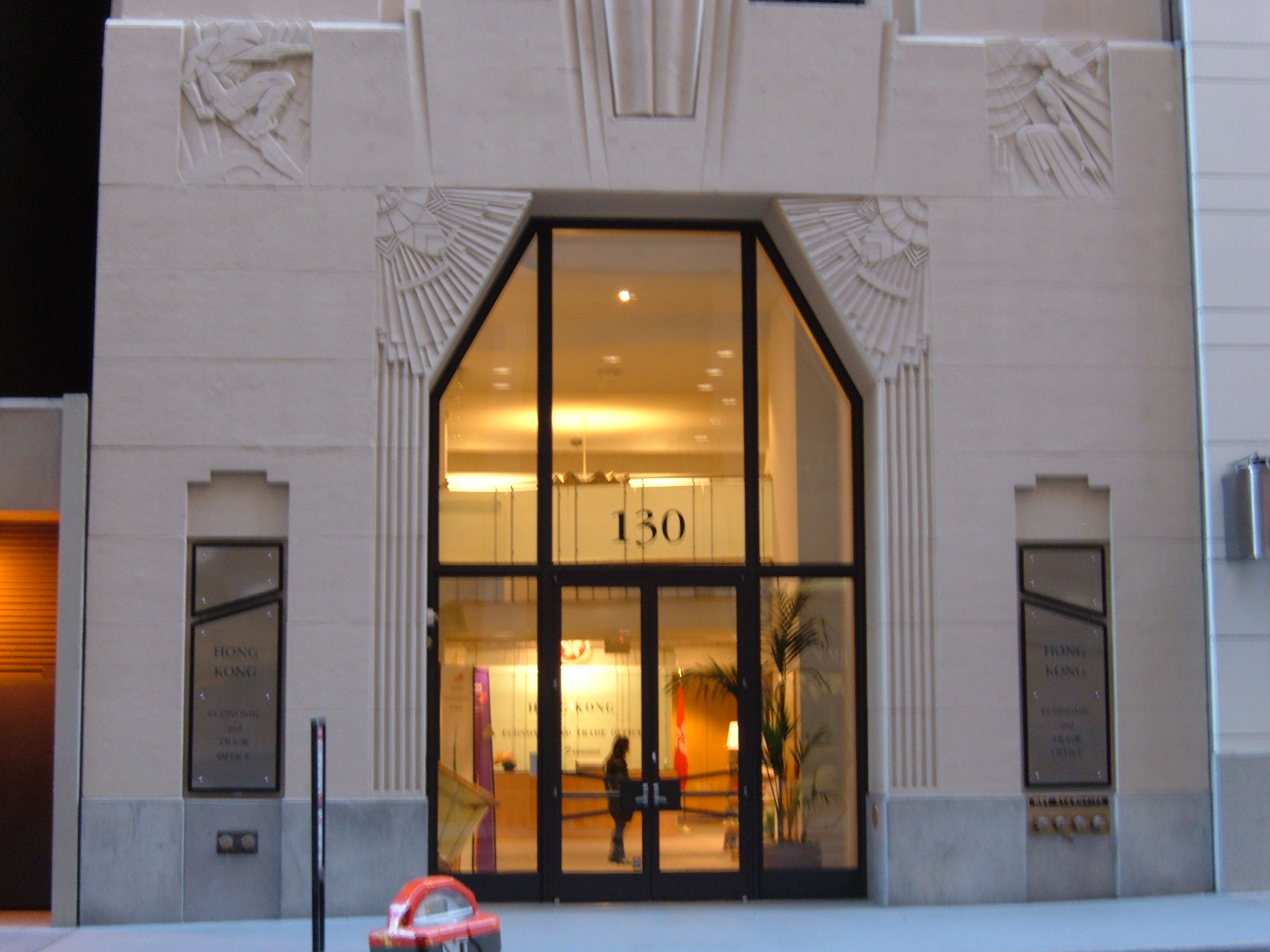
駐三藩市經濟貿易辦事處

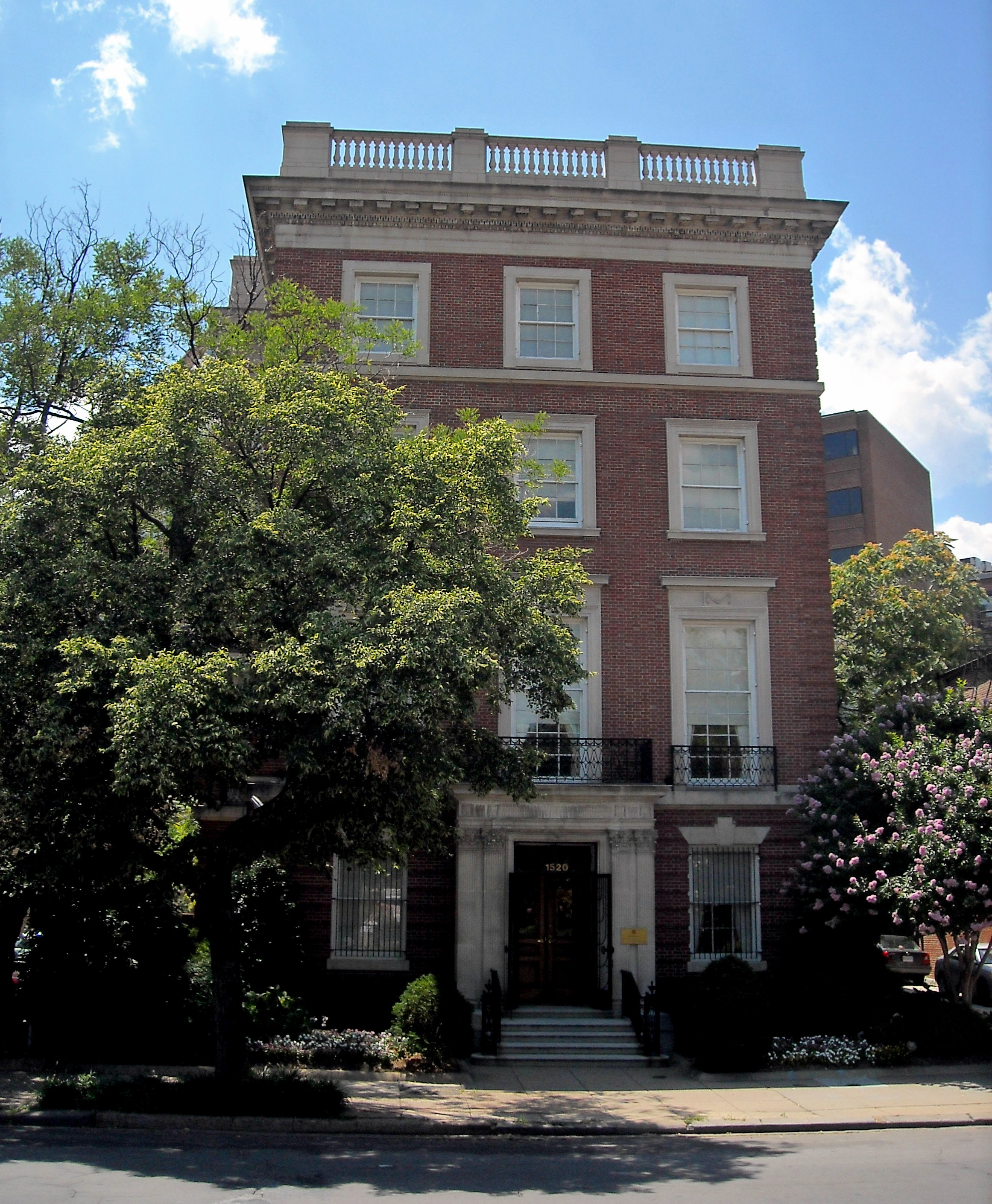
駐華盛頓經濟貿易辦事處

香港經濟貿易辦事處（英語：Hong Kong Economic and Trade Office），簡稱或香港經貿辦，是香港特區政府商務及經濟發展局轄下，常駐於海外的辦事處，其主要工作是增進各地具有輿論影響的人士對香港的認識，以促進香港的經濟和貿易利益，並密切留意可能影響香港經貿利益的發展，以及與工商界、政界人士和傳播媒介保持密切聯繫。同時，這些辦事處也定期舉辦活動，提高香港的形象。
經貿辦歷史可追溯至1940年代香港殖民地政府在英國倫敦的港府駐英專員，駐海外的香港經濟貿易辦事處原隸屬工商及科技局，2007年7月1日決策局重組後劃入新成立的商務及經濟發展局。香港駐海外的經濟貿易辦事處與駐中國大陸的有分別，駐海外經貿辦隸屬商務及經濟發展局，而駐中國大陸經貿辦則隸屬政制及內地事務局。

## 職能

### 主要職能
辦事處的主要職能包括：
- 與派駐地當地的政府人員建立聯繫，及維持良好關係。
- 代表香港參與國際貿易組織如世界貿易組織，與其他政府及組織保持聯繫，藉此促進香港的貿易及經濟利益。
- 留意及向香港政府匯報可能影響香港貿易及經濟利益的發展，及就具體貿易事宜，游說當地政府和其他政府。
- 與駐地工商界、政界人士和傳播媒介保持密切聯繫。
- 協助香港政府官員進行貿易協議談判。
- 推介《內地與香港關於建立更緊密經貿關係的安排》為香港及中國大陸帶來的新商機。
- 定期舉辦活動及安排香港特區政府高級官員外訪，提高香港的形象。

### 次要職能
各辦事處又分別就駐地需要負責其他職能：
- 駐日內瓦辦事處代表香港作為世貿成員。該辦事處又代表香港，以參與者身份參與設於巴黎的經濟合作暨發展組織的貿易委員會，以中華人民共和國香港特別行政區駐世界貿易組織常設代表為首，代表為 D4 級。
- 駐布魯塞爾辦事處就關乎香港在歐洲的經濟及貿易利益，擔當主導角色。該辦事處代表香港向歐洲聯盟爭取經濟及貿易利益，並在歐盟十四個成員國及土耳其促進香港的貿易及商業利益，以香港駐歐洲聯盟特派代表為首，代表為 D4 級。
- 駐倫敦辦事處在10個歐洲國家包括英國、俄羅斯、北歐及波羅的海諸國，代表香港和促進香港的經貿利益。此外，該辦事處代表香港參與國際海事組織，代表為 D6 級。
- 駐柏林辦事處負責促進香港和德國，以及歐洲中部及東部七個國家的經貿關係，代表為 D2 級。
- 駐多倫多、東京、新加坡、曼谷和悉尼的辦事處均密切留意當地可能影響香港經貿利益的發展、法案及其他事項。此外，駐新加坡辦事處也負責維繫香港與東南亞國家聯盟成員國的商貿關係，並與設於新加坡的亞太經合組織秘書處和太平洋經濟合作議會秘書處直接聯絡。駐悉尼辦事處同時負責促進香港在新西蘭的經貿利益，而駐東京辦事處同時負責韓國工商服務業利益，東京代表（香港駐東京經濟貿易首席代表）D6級，其他 D2。
- 駐雅加達和杜拜處長為 D3 級別。
- 駐華盛頓特區、紐約和三藩市的辦事處負責照顧香港在美國的經濟、商貿和公共關係利益。華盛頓辦事處著重向美國政府有關機構和部門，以及美國國會和參議院為香港爭取利益。紐約和三藩市的辦事處則分別是香港駐美國東岸和西岸的經濟貿易辦事處，華盛頓代表 （香港駐美國總經濟貿易專員）D6，其他D2級。

經貿辦主管以政務官為主，並採用靈活職級審訂制度，容許部分政務官編配至較低級的職位，以採納更多人員擔任經貿辦主管工作。

## 辦事處
| 辦事處                                                             | 地點                   | 管轄地區 |
| ------------------------------------------------------------------ | ---------------------- | --- |
| 香港駐悉尼經濟貿易辦事處                                           | 悉尼                   | ， 新西兰 |
| 香港駐布魯塞爾經濟貿易辦事處（兼 欧盟）                            | 比利时布魯塞爾         | 比利时， 保加利亚， 賽普勒斯， 法國， 希腊， 爱尔兰， 義大利， 盧森堡， 馬爾他， 荷蘭， 葡萄牙， 羅馬尼亞， 西班牙， 土耳其 |
| 香港駐倫敦經濟貿易辦事處                                           | 英国倫敦               | 英国， 丹麦， 瑞典， 挪威， 芬兰， 俄羅斯， 爱沙尼亚， 拉脫維亞， 立陶宛 |
| 香港駐柏林經濟貿易辦事處                                           | 德国柏林               | 德国， 奥地利， 瑞士， 波蘭， 捷克， 匈牙利， 斯洛伐克， 斯洛維尼亞 |
| 香港駐東京經濟貿易辦事處                                           | 日本東京都             | 日本， |
| 香港經濟貿易辦事處首爾辦公室（促進升級為香港駐首爾經濟貿易辦事處） | 首爾特別市             | |
| 香港駐曼谷經濟貿易辦事處                                           | 泰國曼谷               | 泰國， 柬埔寨， 緬甸， |
| 香港駐新加坡經濟貿易辦事處                                         | 新加坡                 | 新加坡， 越南， 印度 |
| 香港駐雅加達經濟貿易辦事處（兼 东南亚国家联盟）                    | 印度尼西亞雅加達       | 印度尼西亞， 马来西亚， 菲律賓 |
| 香港駐孟買經濟貿易辦事處 (籌備中)                                  | 印度孟買               | 印度（計劃） |
| 香港駐迪拜經濟貿易辦事處                                           | 阿联酋杜拜             | 阿联酋， 沙烏地阿拉伯， 巴林， 科威特， 阿曼 |
| 香港駐莫斯科經濟貿易辦事處 (籌備中)                                | 俄羅斯莫斯科           | 俄羅斯， 白俄羅斯， 亞美尼亞， （計劃） |
| 香港駐日內瓦經濟貿易辦事處                                         | 瑞士日內瓦             | 世界貿易組織 |
| 香港駐華盛頓經濟貿易辦事處                                         | 美国華盛頓哥倫比亞特區 | 美国華盛頓哥倫比亞特區 |
| 香港駐紐約經濟貿易辦事處                                           | 美国紐約               | 美国阿拉巴馬州，阿肯色州，康涅狄格州，特拉華州，佛羅里達州，喬治亞州，伊利諾伊州，印第安納州，愛荷華州，肯塔基州，路易斯安那州，緬因州，馬里蘭州，馬薩諸塞州，密歇根州，明尼蘇達州，密西西比州，密蘇里州，新罕布什爾州，新澤西州，紐約州，北卡羅來納州，俄亥俄州，賓夕法尼亞州，羅德島州，南卡羅來納州，田納西州，佛蒙特州，弗吉尼亞州，西弗吉尼亞州，威斯康星州 |
| 香港駐三藩市經濟貿易辦事處                                         | 美国舊金山             | 美国阿拉斯加州，亞利桑那州，加利福尼亞州，科羅拉多州，夏威夷州，愛達荷州，堪薩斯州，俄克拉荷馬州，俄勒岡州，蒙大拿州，內布拉斯加州，內華達州，新墨西哥州，北達科他州，南達科他州，德克薩斯州，猶他州，華盛頓州，懷俄明州 |
| 香港駐多倫多經濟貿易辦事處                                         | 加拿大多倫多           | 加拿大 |

## 特權及豁免權
香港駐海外的經濟貿易辦事處獲授予的特權及豁免權，是與當地政府磋商後釐定的，而各經貿辦獲授予的特權及豁免權亦不盡相同。在某些情況下（例如英國、澳洲、加拿大和德國），當地政府會通過特定法例，把特權及豁免權授予經貿辦。目前各香港駐海外經貿辦已獲相關當地政府授予若干特權及豁免權，以便利各經貿辦在不受干預的情況下履行職務。概括而言，經貿辦可享有的特權及豁免權主要包括處所、來往公文和公務檔案及文件不得侵犯，以及處所和代表人員免稅。
2023年7月13日，美國參議院外交委員會通過一項法案，要求美國政府終結香港駐美國經濟貿易辦事處的特權豁免待遇、甚至關閉辦事處。香港商務及經濟發展局局長丘應樺表示反對該法案，斥指控無理。
香港駐外經貿辦的外交豁免權是由當地國家通過與港府達成的雙邊協定或當地政府單方面提供的禮遇，由於香港不是以主權國家的方式與外國建立外交關係，故此《維也納外交關係公約》不適用於香港經貿辦。對於葉劉淑儀在2024年5月18日宣稱經貿辦的性質已經改變，需要進行「搜集情報」的工作，又稱相信外國駐港總領事館都正在做同類的情報搜集，來為香港經貿辦涉嫌從事間諜活動及收集海外香港人的情報辯護，曾在英國駐港總領事館任職的居英港僑鄭文傑指葉劉淑儀混淆了香港經貿辦和外國駐港領事館的角色和職能，鄭文傑稱外國駐港領事館是主權國家在香港的代表及行使主權國家的職能，其對口機關是中國外交部駐港特派員公署，而經貿辦並非主權國家的代表，不受《維也納外交關係公約》規管，外國有權隨時撤銷給予香港經貿辦的禮遇。政治評論員黃偉國稱香港經貿辦的工作絕不能觸及政治議題，其駐外職員的角色一旦超越經濟、貿易和文化交流，即使外國政府不直接關閉香港經貿辦，也會要求經貿辦遵守某些承諾，甚或取消某些特權。
2024年9月10日，美國國會眾議院憑藉壓倒性的投票支持，通過了《香港經濟貿易辦事處認證法》。此法案規定，行政當局需在法案生效後30天內，對設於華盛頓、紐約以及舊金山的三個香港經濟貿易辦事處的特權與豁免進行確認。若美國政府決定這些辦事處不應繼續享有外交待遇，這三個香港經濟貿易辦事處將在180天內停止運營。緊接着，特別行政區對此法案表示強烈譴責，認為這是美國眾議院利用所謂《香港經濟貿易辦事處認證法案》，對香港維護國家安全法以及香港人權狀況的不實指責。特別行政區強調，如果美國堅持通過此法案破壞本應互利互惠的港美關係，最終將會損害美國及其企業的利益。

## 外部連結
- 香港境外辦事處 （页面存档备份，存于）
- 立法會 CB(1)1238/17-18(08)號文件 立法會工商事務委員會 設立五個新的經濟貿易辦事處及在商務及經濟發展局工商及旅遊科下成立經濟貿易辦事處政策部 （页面存档备份，存于）
- 立法會 CB(1)173/18-19(03)號文件 立法會工商事務委員會資料文件 香港駐海外經濟貿易辦事處工作報告 （页面存档备份，存于）
- 立法會 CB(1)173/18-19(04)號文件 立法會工商事務委員會資料文件 特區政府在內地及台灣辦事處工作報告 （页面存档备份，存于）
- 立法會 CB(1)173/18-19(05)號文件 立法會工商事務委員會 有關香港駐海外經濟貿易辦事處及香港特別行政區政府在內地及台灣辦事處的工作的最新背景資料簡介 （页面存档备份，存于）